# Anyphops atomarius
Espèce
Synonymes
- Selenops atomaria Simon, 1887
- Selenops subradiatus Strand, 1906

Anyphops atomarius est une espèce d'araignées aranéomorphes de la famille des Selenopidae.

## Distribution
Cette espèce est endémique d'Afrique du Sud,. Elle se rencontre au Cap-Occidental et au Cap-Oriental.

## Description
Le mâle décrit par Lawrence en 1940 mesure 8 mm et la femelle 9,5 mm.

## Publication originale
- Simon, 1887 : Espèces et genres nouveaux de la famille des Sparassidae. Bulletin de la Société zoologique de France, vol. 12, p. 466-474 (texte intégral).